# Stazione di Spongano
Stazione di Spongano vasútállomás Olaszországban, Puglia régióban, Spongano településen.

## Vasútvonalak
Az állomást az alábbi vasútvonalak érintik:
- Maglie–Gagliano del Capo-vasútvonal

## Kapcsolódó állomások
A vasútállomáshoz az alábbi állomások vannak a legközelebb: 
- Stazione di Andrano-Castiglione (Stazione di Gagliano Leuca, Maglie–Gagliano del Capo-vasútvonal)
- Stazione di Poggiardo (Zollino railway station, Maglie–Gagliano del Capo-vasútvonal)